# Абдергальден, Эмиль
Эми́ль Абдерга́льден [ А б д э р г а́ л ь д э н ] (нем. Emil Abderhalden; 9 марта 1877[…], Оберуцвиль — 5 августа 1950[…], Цюрих) — швейцарский биохимик и физиолог, иностранный член-корреспондент Академии наук СССР (1925), член Папской академии наук (1936). Отец швейцарского физиолога Рудольфа Абдергальдена.
В его честь назван астероид 15262 Абдергальден.

## Биография
Родился 9 марта 1877 года в Оберуцвиле, откуда переехал в Базель на учёбу. До 1902 года учился на медицинском факультете Базельского университета, где получил учёную степень доктора. Во время пребывания в университете вступил в гребной кружок, стал одним из основателей футбольного клуба «Базель». Абдергальден сыграл свой первый матч за клуб на стадионе Шютценматте 22 сентября 1894 года, когда «Базель» выиграл со счетом 2:0 у «Гимназии». Абдергальден покинул клуб в январе 1895 года. После окончания университета обучался в лаборатории Эмиля Фишера. С 1904 года — приват-доцент, с 1908 года — профессор физиологии и физиологической химии в Ветеринарном институте (Берлин). В 1911 году переехал в университет Галле, на медицинском факультете которого преподавал физиологию. Во время Первой мировой войны создал детскую больницу и организовал эвакуацию недоедающих детей в Швейцарию. Впоследствии возобновил свои исследования в физиологической химии и начал изучать метаболизм и химию продуктов. В 1912 году стал членом немецкой академии естественных наук «Леопольдина», в 1931—1950 годах был её президентом. В 1936 году назначен членом Папской академии наук. После Второй мировой войны вернулся в Швейцарию и с 1946 года до своей отставки в 1948 году был заведующим кафедрой физиологической химии в Цюрихском университете. Автор «Учебника физиологической химии» (русский перевод, М.— Л., 1934). Умер 5 августа 1950 года в Цюрихе.

## Научная деятельность
Основное направление работ Абдергальдена — изучение химии и биологической роли белков, полипептидов и особенно действия ферментов и гормонов; изучал также роль и значение жиров и витаминов в питании. В 1916 году доказал сходство естественных пептонов с полипептидами, осуществив синтез полипептида из 19 аминокислот (совместно с Эмилем Фишером).
В 1910 году открыл реакцию (реакция Абдергальдена), суть которой состоит в обнаружении так называемых оборонительных ферментов, вырабатываемых, согласно его теории, организмом при попадании в кровяное русло веществ, в норме в крови не встречающихся. Таким образом, по появлению в крови ферментов, расщепляющих ткань определённого органа, можно было бы заключать о нарушении его функции и устанавливать локализацию болезненного процесса. Наибольшее распространение реакция Абдергальдена приобрела в своё время для распознавания беременности. Однако работы более позднего времени вообще отрицали появление в крови специфических оборонительных ферментов. Немецкий исследователь Бенно Мюллер-Хилл доказал, что «открытие» Абдергальдена было результатом фальсификации результатов экспериментов. Тем не менее, оно было использовано некоторыми биологами-марксистами СССР как доказательство правоты их представлений о роли среды в развитии организмов.
Исследования Абдергальдена были использованы в экспериментах нацистского учёного Йозефа Менгеле по анализу крови для определения «арийского» происхождения. Хотя сам Абдергальден не принимал участия в этой работе, он сыграл важную роль в изгнании учёных еврейской национальности из возглавляемой им академии — в частности, он преследовал таких выдающихся биохимиков как Ментен и Михаэлис (создателей представлений о кинетике ферментативных реакций), которые были вынуждены эмигрировать из Германии.